# Grilla espacial
Una grilla espacial (también denominada con las palabras rejilla, entramado o en algunos casos cuadrícula) es una distribución de elementos geométricos que divide un espacio bidimensional en partes regulares. Cada elemento del espacio se coloca en una de las celdas o vértices. Asimismo, cada celda o vértice puede tener asociadas determinadas propiedades. Existen numerosos usos y diversos formatos de las rejillas espaciales: cuadradas, rectangulares, triangulares, hexagonales y otras más complejas.
En una simulación por computadora se puede modelar un terreno mediante una trama espacial. Cada vértice tiene asociada una altura. Dada la altura de cada vértice de la rejilla, se genera un espacio transitable. Este modelo no permite túneles ni puentes, lo que se resuelve agregando otros componentes al modelo.
Las rejillas espaciales se usan en juegos de tablero, donde cada pieza se coloca en alguna de las celdas.